# Ratimir Orban
Ratimir Orban (Zagreb, 12. srpnja 1915. – Zagreb, 23. studenoga 1993.), hrvatski veterinar i najveće ime hrvatske kinologije, osobito za brakologiju.

## Životopis
Rodio se je ratne 1915. godine u Zagrebu. Otac mu je rano umro što mu je iznimno otežalo obiteljsku ekonomsku situaciju, tako da je dosta kasnije diplomirao. Krajem 1930-ih počeo se baviti konjima, tako da je do 1940-ih postao bitnom osobom u Konjičkom savezu Hrvatske. Nakon 2. svjetskog rata, 1947. je završio stočarski tečaj za agronome i veterinare. Od 1947. do 1948. predavao je biologiju krznaša i poznavanje krzna životinja na tečajima pri Ministarstvu industrije i tečajima za lovne inspektore u Zagrebu. Od iste godine je međunarodnim kinološkim sudcem pri FCI-ju.
Od 1955. je vanjski suradnik zagrebačkog Hrvatskog zemaljskog zoološkog muzeja u Zagrebu, a iduće godine je postao vanjski suradnik zagrebačkog Instituta za šumska i lovna istraživanja. Diplomirao je 1964. u Zagrebu na Veterinarskom fakultetu, u svojoj 49. godini. Pokrenuo je prvi studentski veterinarski časopis u Europi Veterinar (1938.), a kasnije je uređivao časopise Kožarski vjesnik, Mali stočar, Moj pas, Veterinarija, Veterinarski glasnik, Stočarstvo i Folia historica medicinae veterinariae.
Od 1948. do 1963. je obnašao razne kinološke dužnosti u Kinološkom savezu Hrvatske. Od 1958. je obnašao dužnost odbornika u Komisiji za lovnu kinologiju Lovačkog saveza Hrvatske. U Zagrebu i Sarajevu je na tečajima za kinološke sudce predavao opću i specijalnu kinologiju. Od 1963. do umirovljenja, 1980. bio je stručnim i tehničkim urednikom za izdanja veterinarske i humane medicine, kemije i biologije u Školskoj knjizi. Utemeljio je godine 1974. Sekciju za povijest veterinarstva Hrvatske.
Golem je njegov doprinos hrvatskoj kinologiji. Proučavao je hrvatske pasmine, njihovu povijest i ustrajno se borio za njihovu standardizaciju. Osobito se bavio hrvatskim goničkim pasminama: dalmatinskim psom, kratkodlakim i istarskim oštrodlakim goničima, posavskim goničem te hrvatskim ovčarom. Mnogo se zalagao za standardiziranje danas još uvijek nestandardiziranih hrvatskih pasmina kao što su mali istarski kratkodlaki gonič, istarski hrt i ostale. Osamostaljenjem Hrvatske je mnogo pridonio priznanju domicilnosti brojnih hrvatskih pasmina.
Utemeljio je prvu stalnu kinološku izložbu hrvatskih autohtonih pasmina pri Hrvatskome kinološkom savezu. Na toj izložbi se dodjeljuje CAC certifikat za nacionalnog prvaka ljepote. Danas nosi ime "Memorijal Ratimir Orban". Bio je članom Svjetskoga društva za povijest veterinarske medicine.